# Alexánder Camacho
Alexánder Camacho Ángulo (ur. 10 stycznia 1971) – kolumbijski zapaśnik w stylu klasycznym. Szósty na mistrzostwach panamerykańskich w 2000. Brązowy medalista igrzysk boliwaryjskich w 2001 roku.